# Seleção Sul-Coreana de Beisebol

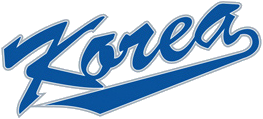
Marca representante da Seleção Sul-Coreana.

A Seleção Sul-Coreana de Beisebol (em coreano: 대한민국 야구 국가 대표팀) representa a Coreia do Sul nos torneios internacionais de beisebol. A equipe venceu a Copa do Mundo de Beisebol de 1982 e conquistou a medalha de ouro nos Jogos Olímpicos de Verão de 2008. Atualmente, ocupa a segunda posição no WBSC World Rankings, sistema que classifica as melhores seleções do esporte no mundo.